# Juan Antonio Massone
Juan Antonio Massone del Campo (Santiago de Chile, 20 de junio de 1950) es un poeta, miembro de número de la Academia Chilena de la Lengua, donde ocupa el sillón n.º21.

## Biografía
Massone ingresó en el año 1968 a estudiar pedagogía en Castellano en la Universidad Católica, donde se tituló en 1973; luego obtuvo una maestría en Literatura en su alma mater (1994); además, hizo dos años de periodismo en la Diego Portales. Para el título de profesor defendió la tesis Caducidad y trascendencia en dos obras de Miguel Arteche y para el de magíster, Concepciones fundamentales del pensamiento estético-filosófico de la poesía de Fernando Durán Villarreal.
Como profesor ha enseñado en el Liceo San Agustín de Santiago (1970-1988), del que llegó a ser rector (también fue director del Colegio Irrarázabal entre 1990 y 1991), y en diversas universidades como la Blas Cañas, Diego Portales, Andrés Bello, Católica de Valparaíso, Santo Tomás y su alma máter.
En 1992 pasó a ocupar el sillón n.º 21 de la Academia Chilena de la Lengua; además, desde ese año es también miembro correspondiente de la Real Academia Española. Ha ocupado asimismo importantes cargos en instituciones literarias, como el de vicepresidente de la Sociedad de Escritores (SECH) y del Ateneo de Santiago. 
Además de poeta, es ensayista, antologador y bibliógrafo.

## Obras

### Poesía
- Nos poblamos de muertos en el tiempo, Editorial Aconcagua, Santiago, 1976
- Alguien hablará por mi silencio, 1978
- Las horas en el tiempo, Editorial Nascimento, Santiago, 1979
- En voz alta, 1983
- Las siete palabras, Ediciones Aire Libre, Santiago, 1987
- Poemas del amor joven, Ediciones Logos, 1989
- A raíz de estar despierto, Ediciones Rumbos, Santiago, 1995
- Pedazos enteros, Rumbos, Santiago, 2000
- En el centro de tu nombre, Ediciones La Garza Morena, 2004
- Juntémonos Ahora,  Bravo y Allende Editores, 2018. Prólogo de Roberto Onell H.

### Ensayos
- Pepita Turina o la vida que nos duele, Editorial Nascimento, Santiago, 1980
- Jorge Luis Borges en su alma enamorada, Ediciones Aire Libre, Santiago, 1988
- De abismos y salvaciones, Ediciones Rumbos, Santiago, 1996
- Rosa Cruchaga o el eco de la transparencia, Ediciones Ala Antigua, 2000
- Humberto Díaz Casanueva (1906-1992), Academia Chilena de la Lengua, 2004
- Periodismo estético: nueve autores chilenos, Bravo y Allende Editores, 2008

### Antologías
- Ensayistas de la Academia. Volumen I, Cuadernos de la Academia Chilena de la Lengua, Colección Antologías, 2020